# Михайлова, Наталья Юрьевна
Ната́лья Ю́рьевна Миха́йлова (18 июля 1986, Москва) — российская фигуристка, выступавшая в танцах на льду. Наибольших успехов достигла с Аркадием Сергеевым, с которым они были серебряными призёрами чемпионата мира среди юниоров 2006 года. В 2007 Аркадий получил травму, в 2008 Наталья завершила любительскую карьеру. Позже, создала школу танцев и фигурного катания Натальи Михайловой "BEST".

## Карьера

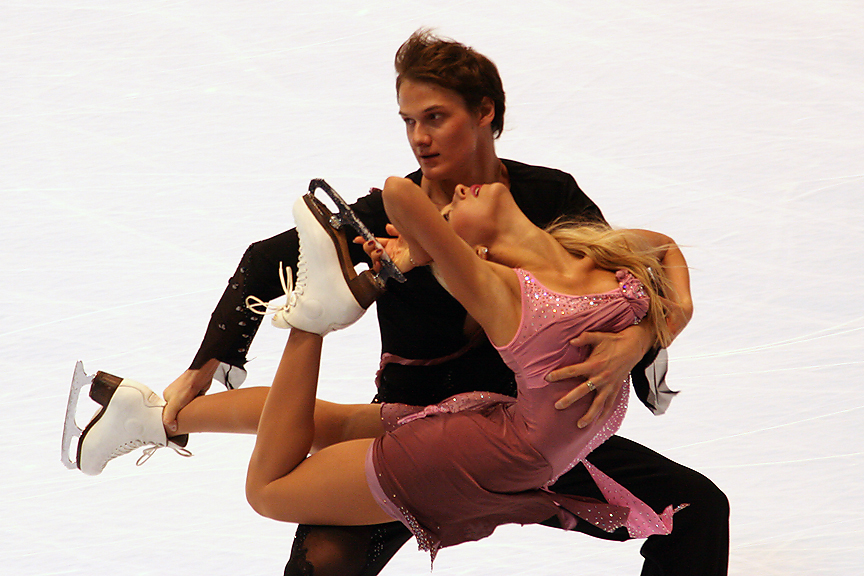
Наталья Михайлова и Аркадий Сергеев на турнире Skate America в 2006 году

Наталья и Аркадий стали выступать вместе с 2000 года. Их первым тренером была Ксения Румянцева. Первые шесть лет пара выступала только в юниорах. Перед дебютным «взрослым» сезоном пара сменила тренера, перейдя к Александру Жулину. После того как из-за травмы Аркадия они вынуждены были пропустить чемпионат России 2007, дуэт распался.
Наталья встала в пару с Андреем Максимишиным с которым они заняли второе место на турнире «Золотой конёк Загреба» и стали четвёртыми на чемпионате России 2008 года.
Однако в сезоне 2008—2009 Наталья вернулась к прежнему партнёру. На Мемориале Ондрея Непелы они с Аркадием Сергеевым стали третьими. На чемпионате России 2009 года смогли занять только шестое место.
После чемпионата России Наталья решила завершить любительскую спортивную карьеру. Работала с Александром Жулиным в качестве его ассистента на телепроекте «Ледниковый период-2».
В 2011 году вышла замуж за Александра Жулина, в январе 2013 у них родилась дочь Екатерина, а в апреле 2020 ещё одна дочь.

## Спортивные достижения

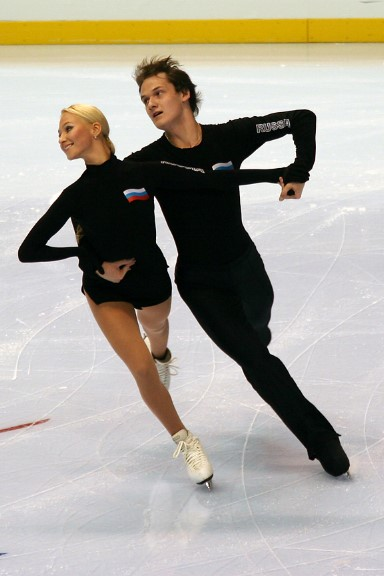
С Аркадием Сергеевым в 2006 году

### Результаты после 2008 года
(с Сергеевым)
| Соревнования           | 2008—2009 |
| ---------------------- | --------- |
| Чемпионаты России      | 6         |
| Мемориал Ондрея Непелы | 3         |

### Результаты до 2008 года
| Соревнования                    | 2007—2008 |
| ------------------------------- | --------- |
| Чемпионаты России               | 4         |
| Турниры «Золотой конёк Загреба» | 2         |

(С Сергеевым)
| Соревнования                        | 2000—2001 | 2001—2002 | 2002—2003 | 2003—2004 | 2004—2005 | 2005—2006 | 2006—2007 |
| ----------------------------------- | --------- | --------- | --------- | --------- | --------- | --------- | --------- |
| Чемпионаты мира среди юниоров       |           |           | 6         | 4         | 5         | 2         |           |
| Чемпионаты России среди юниоров     | 7         | 5         | 3         | 1         |           |           |           |
| Этапы Гран-при: Skate Canada        |           |           |           |           |           |           | 8         |
| Этапы Гран-при: Skate America       |           |           |           |           |           |           | 10        |
| Финалы юниорского Гран-при          |           |           | 7         | 4         | 4         | 4         |           |
| Этапы юниорского Гран-при, Хорватия |           |           |           |           |           | 1         |           |
| Этапы юниорского Гран-при, Словакия |           |           |           |           |           | 1         |           |
| Этапы юниорского Гран-при, Германия |           |           |           |           | 1         |           |           |
| Этапы юниорского Гран-при, Китай    |           |           |           |           | 2         |           |           |
| Этапы юниорского Гран-при, Япония   |           | 4         |           | 1         |           |           |           |
| Этапы юниорского Гран-при, Мексика  |           |           |           | 1         |           |           |           |
| Этапы юниорского Гран-при, США      |           |           | 4         |           |           |           |           |
| Этапы юниорского Гран-при, Польша   |           | 7         |           |           |           |           |           |
| Этапы юниорского Гран-при, Чехия    | 11        |           |           |           |           |           |           |
| Этапы юниорского Гран-при, Франция  | 7         |           |           |           |           |           |           |